# Orbitoclast
Un orbitoclast era un instrument quirúrgic utilitzat per a la realització de lobotomies transorbitals.
Com que els punxons de gel reals es van utilitzar en l'experimentació inicial i a causa de la gran semblança contínua amb el eix del punxó de gel, el procediment es va anomenar «lobotomia de punxó de gel».

## Història i descripció
Va ser inventat pel Dr. Walter Freeman l'any 1948 per substituir la forma única del leucotom utilitzada fins aquell moment per al procediment de la lobotomia transorbital. Aquest instrument és, essencialment, un punxó de gel amb algunes marques de gradació gravades a l'eix. L'operació consistia a col·locar el punxó darrere de l'òrbita ocular del pacient i trencar la fina capa d'os que s'hi trobava colpejant amb un mall a l'extrem del punxó i introduint l'instrument als lòbuls frontals. Aleshores, el punxó es girava medialment i lateralment per separar els lòbuls frontals del tàlem. L'any 1948, Freeman va embellir el procediment afegint un tall frontal profund, un gir addicional del punxó profundament al lòbul que augmentava la tensió de l'instrument que ocasionalment es trencava mentre es trobava al cap del pacient, i necessitava la recuperació quirúrgica. Així, Freeman va encarregar fabricar especialment l'orbitoclast com un reemplaçament més durador i fiable.
El Premi Nobel de Fisiologia o Medicina de 1949 va ser atorgat a Egas Moniz «pel seu descobriment del valor terapèutic de la lobotomia en determinades psicosis».